# Guillaume Cappelmans
Guillaume Cappelmans, né le 3 février 1920 à Molenbeek-Saint-Jean (Bruxelles) et mort le 4 décembre 2004 à Jette (Bruxelles), est un coureur cycliste belge, professionnel de 1947 à 1949. 

## Palmarès
- 1947
  - 2e d'À Travers les Flandres indépendants
  - 3e du Tour des Flandres des indépendants
  - 9e de la Flèche wallonne
- 1948
  - 10e du Liège-Bastogne-Liège

## Résultats sur les grands tours

### Tour d'Italie
1 participation
- 1948 : abandon